# Planetary Defense Coordination Office
Das Planetary Defense Coordination Office (PDCO) ist eine Einrichtung der US-Raumfahrtbehörde NASA in Washington D.C., die sich mit planetarer Verteidigung befasst.
Die Gründung erfolgte Anfang 2016. Das PDCO ist eine Koordinationsstelle für mögliche Maßnahmen zum Schutz vor Impakten. Es ist der Planetary Science Division angegliedert und wird von Lindley Johnson geleitet.